# جعفر پهلوانی
جعفر پهلوانی (زاده ۱۱ تیر ۱۳۷۱ - تهران) جودوکار و کوراش‌کار اهل ایران است.
از افتخارات وی میتوان به کسب مدال نقره وزن ۱۰۰+ کیلوگرم در مسابقات جهانی کوراش ۲۰۱۷ اشاره کرد.